# Delfter Keramiken

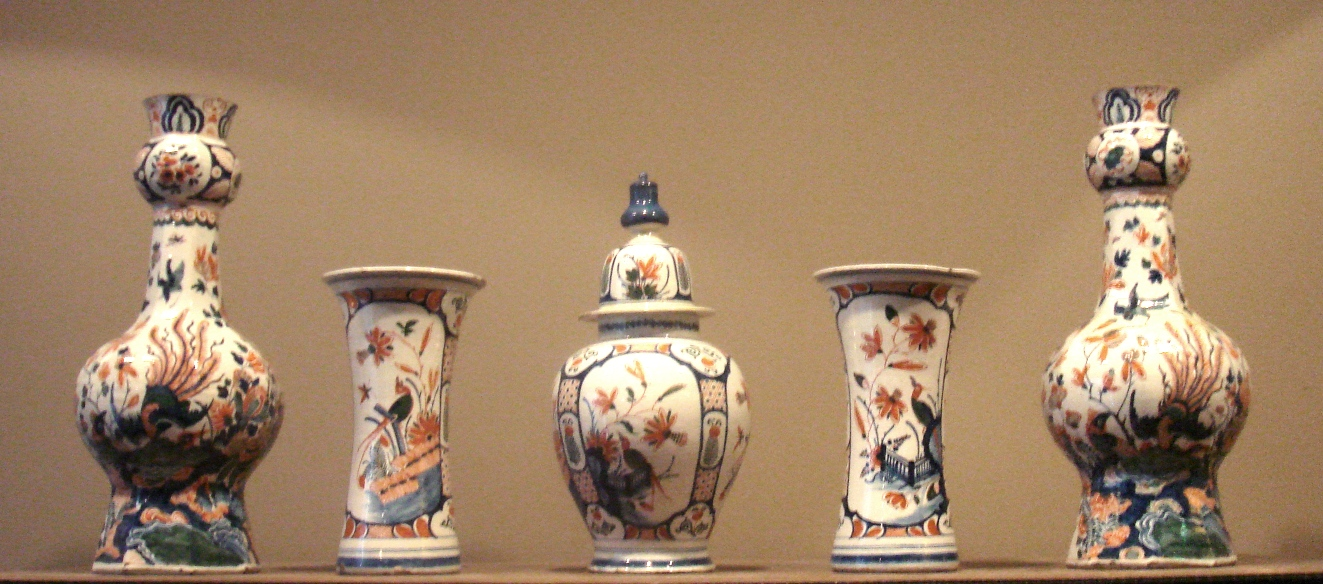
Delfter Vasen aus der Zeit zwischen 1725 und 1760

Delfter Keramik oder Delfts aardewerk ist eine dekorlose oder von Hand bemalte (zinnlasierte) Keramik, die in Delft hergestellt wurde. Im Lauf des 19. Jahrhunderts gab die Zinnlasur den Weg frei für weiß ausbrennende Keramik, die mit den traditionellen Verzierungen nun auch bedruckbar wurde. Delfts aardewerk wird weltweit geschätzt als ein Nationalprodukt und hat einen ähnlich hohen Stellenwert wie die alt-niederländische Malerei des 17. Jahrhunderts.

## Geschichte
Zu Beginn des 17. Jahrhunderts begann die Verenigde Oost-Indische Companie (VOC) gut durchorganisiert chinesisches Porzellan in großen Mengen zu importieren. Sofort begann man in verschiedenen Städten der Niederlande diese exotisch anmutenden Vorbilder zu imitieren. Es gelang zuerst in Delft, einen Ersatz aus hochwertiger zinnlasierter Keramik zu erfinden, die dem Erscheinungsbild von Porzellan sehr nahekam. Durch die große Nachfrage nach dem „holländischen Porzellan“ wurde dieser Zweig zu einem wichtigen Pfeiler der Delfter Wirtschaft. 1625, einige Jahre nach der Erfindung des Delfts aardewerk, stellten alle acht vorhandenen Tellerbrennereien um auf dessen Produktion. Die Zahl der Brennereien nahm zu auf 31 bis ins Jahr 1675. Aus der Produktion mehrerer Millionen Stücke pro Jahr resultierte ein Absatzgebiet, das bis nach Curaçao und Boston reichte. Neben der Konkurrenz zwischen chinesischem und europäischem Porzellan stellte der Import der härteren und billigeren english creamware ab Mitte des 18. Jahrhunderts die größte Bedrohung dar. Der Verfall setzte ein, und von 24 aktiven Brennereien im Jahr 1750 existierten um 1800 nur noch 10. Heute ist nur noch De Porceleyne Fles in Betrieb. 
Die Delfter Tellerbäcker hatten großen Erfolg mit ihren Imitationen chinesischen Porzellans, ihre vom Äußeren her vergleichbare Ware produzierten sie konkurrenzlos günstig. In einer der 6 Kammern der VOC in Delft war als Vorlage sehr viel Porzellan vorrätig. Durch die Schließung von Bierbrauereien innerhalb der Stadt wurden viele Betriebsgebäude frei, die die „Tellerbäcker“ beziehen konnten.

## Keramiksorten

### Gebrauchskeramik mit Bleiglasur
Gebrauchskeramik für den Haushalt wird seit alters her mit einer Bleiglasur überzogen. Zugesetzte Metalloxide sind Farbgeber. Für Reliefdekorationen benützt man Stempel oder Matrizen. In Friesland war die Kerbschnitttechnik sehr beliebt.

### Gebrauchskeramik mit Zinnlasur
Zinnlasur ist eine weiße, undurchsichtige Lasur. In den Niederlanden wurde diese Gebrauchskeramik mit Bemalung auf weißem Grund ab dem späten 16. Jahrhundert hergestellt. Gebrauchskeramik mit Zinnlasur ist zu unterscheiden vom Majolika und Fayence. Beide Typen wurden in den Niederlanden auch plateel genannt, das ist der ursprüngliche Name für einen flachen Essteller.

### Majolika
Majolika ist in den Niederlanden hergestellte Gebrauchskeramik mit Zinnlasur, auch als „geleidersgoed“ bekannt. Die Vorderseite ist mit Zinnlasur bedeckt, die Rückseite mit Bleilasur. In den Brennöfen wurde dieser Typ Majolika auf Proenen gestapelt, feuerfesten Steinen, um ein Aneinanderfestbrennen zu verhindern. Das Verfahren hinterließ immer Schäden an der Vorderseite.
Nach dem Fall von Antwerpen 1585 ließen sich viele Majolikabrenner in den nördlichen Niederlanden nieder. Ihr buntes Sortiment bestand u. a. aus Puddingschälchen, Schüsseln, Apothekertöpfen und Sirupkannen. Der massive Import chinesischen Porzellans ab 1600 und die Entwicklung des Delfts Aardewerk hatten großen nachhaltigen Einfluss auf die niederländische Majolikaproduktion. Dennoch wurde bis tief ins 19. Jahrhundert Majolika hergestellt.
Manchmal wird der Begriff Majolika fälschlicherweise auch gebraucht, um englische Gebrauchskeramik mit Bleilasur aus dem 19. Jahrhundert im Neo-Renaissance-Stil zu bezeichnen.

## Abgrenzung zu Porzellan
Bei Delfter Keramiken handelt es sich nicht um Porzellan, denn zu dessen Herstellung ist Kaolin notwendig. Da es solches in den Niederlanden nicht gab, konnte dort kein Porzellan hergestellt werden. Die Delfter „Tellerbäcker“ nannten sich zwar im 16. Jahrhundert selber porceleybakkers, kannten jedoch den Unterschied zwischen Keramik und Porzellan nicht. Ihnen war chinesisches Porzellan bekannt, aber sie konnten es nicht herstellen, dies gelang in Europa erst 1708 durch Johann Friedrich Böttger und Ehrenfried Walther von Tschirnhaus. Unterscheiden lässt sich Keramik und Porzellan am Brennring, der nicht lasierten, meist kreisrunden Stellfläche auf der Unterseite: bei Keramik erscheint er leicht porös, bei Porzellan fest und ohne Poren.